# Abraham Adrian Albert
Abraham Adrian Albert   (Chicago, 9 de novembre de 1905 - Chicago, 6 de juny de 1972) va ser un matemàtic estatunidenc, conegut per amics, col·legues i estudiants com A al cub o A3, per les inicials del seu nom.

## Vida i Obra
Fill d'immigrants de procedència russa i lituana, Albert es va educar a Chicago, excepte uns anys (1914-16) en que la família va viure a Iron Mountain (Michigan). El 1922 va ingressar a la universitat de Chicago en la qual es va doctorar en matemàtiques el 1928, amb una tesi sobre àlgebra dirigida per Leonard Dickson. El curs següent va estar a la universitat de Princeton en el seu primer any post-doctoral. Tota la seva vida acadèmica es va desenvolupar a la universitat de Chicago, excepte els anys 1929-1931 en que va ser professor de la Universitat de Colúmbia. Es va retirar el 1971 i va morir l'any següent víctima d'una greu malaltia provocada per la diabetes que va patir tota la seva vida.
Els seus interessos de recerca es van concentrar en l'àlgebra associativa, sota la influència del seu mestre, Dickson. Ja en la seva tesi doctoral (1928), va establir un important resultat: que tota àlgebra de divisió central de grau quatre (setze dimensions) és un producte creuat. Aquest interès el va portar a mantenir una col·laboració epistolar amb el matemàtic alemany Helmut Hasse, amb qui va publicar un article el 1932 en que demostraven el teorema que porta el seu nom i que afirma que tota àlgebra de divisió normal de grau finit sobre un cos numèric és cíclica. Durant la Segona Guerra Mundial es va interessar per la criptografia i també va començar a estudiar les àlgebres no associatives.
A més dels seus fonamentals llibres Modern Higher Algebra (1937), Structure of Algebras (1939), Introduction to Algebraic Theories (1941), Solid Analytic Geometry (1947) i Fundamental Concepts of Higher Algebra (1958) va publicar més de un centenar d'articles científics.
El any 2005, la seva filla, Nancy E. Albert, va publicar un llibre glosant la vida i l'obra del seu pare.